# Cyathea moricandiana
Cyathea moricandiana là một loài dương xỉ trong họ Cyatheaceae. Loài này được Kze., Moore mô tả khoa học đầu tiên năm 1861.
Danh pháp khoa học của loài này chưa được làm sáng tỏ. 